# 교안
교안(敎案)은 1800년대말 중국 청나라와 조선에서 일어난 반그리스도교운동을 일컫는 말이다. 구교운동(仇敎運動)이라고도 한다. 의화단 운동 당시 벌어진 반 기독교활동들을 모두 이르는 용어로써 중국의 의화단 운동은 대표적인 교안이다. 중국에서는 개항 이후 신해혁명까지 크고 작은 교안이 500~600여회가 발생하였다. 교안이라는 말이 최초로 사용된 것은 1616년 禮部侍郎署南京尙書인 沈寉의 공작으로 전개된 南京에서의 로마 가톨릭교회에 대한 공격을 ‘南京敎案’이라고 연구자들이 표현한 데서 비롯되었다고 한다. 처음에는 로마 가톨릭 교회 등 서방 종교에 대한 혐오감에서 저지른 폭력·폭동인 경우가 대부분이었다. 이 후에는 구교운동의 범위를 넘어 즉 근대 중국의 반식민지화(反植民地化), 반외세 운동으로 이어졌다.

## 배경
제국주의를 등에 업은 교회세력과 이를 의지한 교민들의 비교민에 대한 능멸이나 기만, 선교사의 횡포, 열강의 선교 사업에 대한 무력 지지 등이 원인이 되었다. 중국인들은 기독교를 침략성을 띤 제국주의 열강의 표본으로 보았다. 이에 자극받은 반기독교 감정이 열강의 세력 침투가 심화됨에 따라 더욱 가열되어 중국 각지의 교안은 날로 증가되었다. 의화단 운동은 교안의 정점으로 각지에서 교회와 외국인 선교사들이 공격당했다.

## 조선의 동학에 영향
중국의 교안은 한국의 동학운동에도 큰 영향을 미쳤다. 동학은 1860년 최제우(崔濟愚,1824-1864)에 의해 설립된 한국 토착 종교이다. 중국을 통한 서적을 통해 유입되고 있는 서학과 로마 가톨릭에 대한 경계의 목소리가 높이 올라가고 있을 당시, 서학에 반하여 민족의 주체성과 도덕관을 바로 세우고, 국권을 튼튼하게 다지기 위해서는 새로운 도(道)가 필요하다는 판단 하에 세운 신 종교였다. 동학은 서학에 대응할 만한 동토(東土) 한국의 종교라는 뜻으로, 그 사상의 기본은 풍수지리사상과 유(儒)·불(佛)·선(仙:道敎)의 교리를 토대로 하여, ‘시천주(侍天主)’상, 즉 절대자 한울님이 인간 몸 안에 모셔졌으므로 한울님과 인간은 하나라는 사상에 두고 있다. 이는 인간을 하늘과 같은 위치에 놓은 인본주의 사상으로 태생적으로 반서학에 그 기저를 두고 있던 종교였고, 따라서 척왜와 함께 척양의 기치를 높이 세웠다. 그러나 기독교가 한국에 들어온 이후 동학과 기독교의 충돌은 대부분 개인적인 마찰이나 지엽적인 충돌에 그치고 있었다. 하지만 1900년 의화단의 기독교 공격 소식을 접한 한반도 북부의 동학당들은 의화단을 따라 기독교인들과 선교사 및 서양인들을 공격하는 상황이 점차 빈번하게 발생하게 되었다. 조선 정부는 일본군과 함께 동학 운동을 무자비하게 진압하였다. 당시 로마 가톨릭 교인이었던 안중근도 부친과 함께 동학운동 진압에 참여하였는데 당시 백범 김구가 동학군의 접주였다.

## 해서교안
조선의 황해도 지역에서 일어난 조선 민중들의 반가톨릭운동을 말한다.

## 같이 보기
- 톈진 교안
- 의화단 운동